# Krisztinaváros

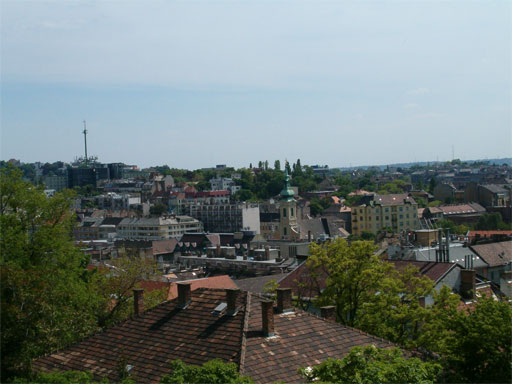
Vederea cartierului Krisztinaváros. privit de pe esplanada vestică a cetăţii Budei

Krisztinaváros (Orașul Cristina) este un cartier din Budapesta care se întinde pe teritoriul sectoarelor XII și I.Se împarte în mai multe subunități teritoriale:  Belső-Krisztinaváros (Orașul Cristina Interior),  Nyugati-Várlejtő (Versantul vestic al Cetății), Naphegy (Muntele Soarelui), Vérmező (Câmpia de sânge) și Városmajor (Grădina Orașului).

## Poziția
Se întinde la vest de Várhegy Dealul Cetății din Buda și la nord-vest de Tabán.Este legat de malul din Pesta prin Podul cu Lanțuri (Széchenyi) la care se ajunge prin tunelul de sub Dealul Cetății Alagút (Budapest).

### Delimitarea
- Szilágyi Erzsébet fasor (esplanada Erzsébet Szilágyi) de la strada Vársomajor (Grădina Orașului)  – Moszkva tér (Piața Moscova) – Várfok utca (strada Várfok) – zidurile cetății de la latura vestică a porții  Bécsi kapu (Poarta Vienei) până la imobilul cu numărul 9 de pe Dózsa György tér (Piața Gheorghe Doja) – Pásztor-lépcső (treptele Pastor) – Gellérthegy utca (strada Muntele Gellért) – Czakó utca (strada Czakó)– Hegyalja út (calea Subdeal) – Avar utca (strada Avar) – Kiss János altábornagy utca (strada general maior János Kiss)– Ugocsa utca (strada Ugocsa) Böszörményi út (calea Böszörmény)– Kék-Golyó utca (starda Bila Albastră) – Ráth György utca (strada György Ráth)– Roskovics utca (strada Roscovici) – Bíró utca (strada Bíró) – Alma utca (strada Mărului) – Gaál József út (calea József Gaál)– Határőr út (strada Grăniceri)– Városmajor utca (strada Grădina Orașulului) până la Szilágyi Erzsébet fasor (esplanada Erzsébet Szilágyi).

## Istoria
Cartierul situat la poalele Dealului Cetății Budei a cuprins în vechime o însemnată parte a regiunii munților Buda-actualul Sector al XII-lea din Budapesta, a fost până la sfârșitul secolului al XVII-lea tren viran, periodic cu utilizare agricolă, datorită faptului că din motive strategico-militare era interzisă construirea clădirilor din cauza vecinătății Cetății Buda.Singurul edificiu existent până la sfârșitul secolului era o capelă ridicată de un anume Péter Francin, coșar de meserie, edificiu care a era pe locul unde astăzi se înalță Krisztinavárosi templom (Biserica din Orașul Cristina).

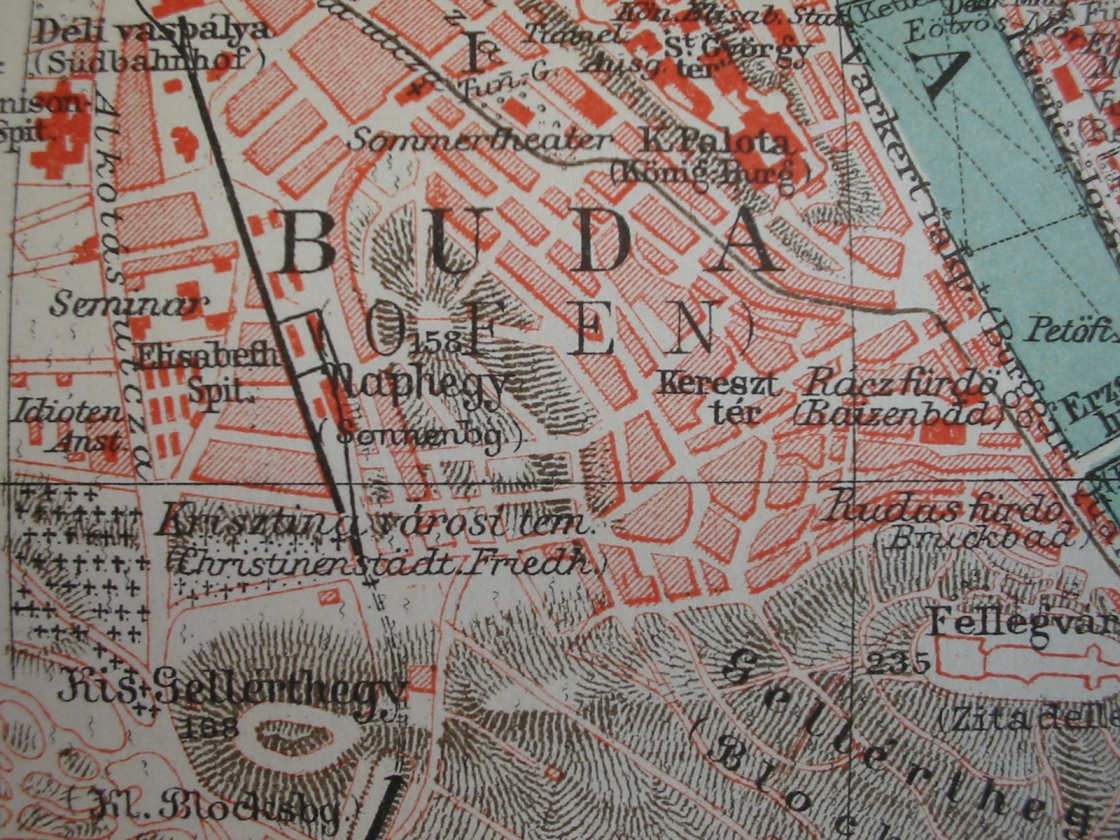
hartă a cartierului de la începutul secolului XX.

## Atracții turistice

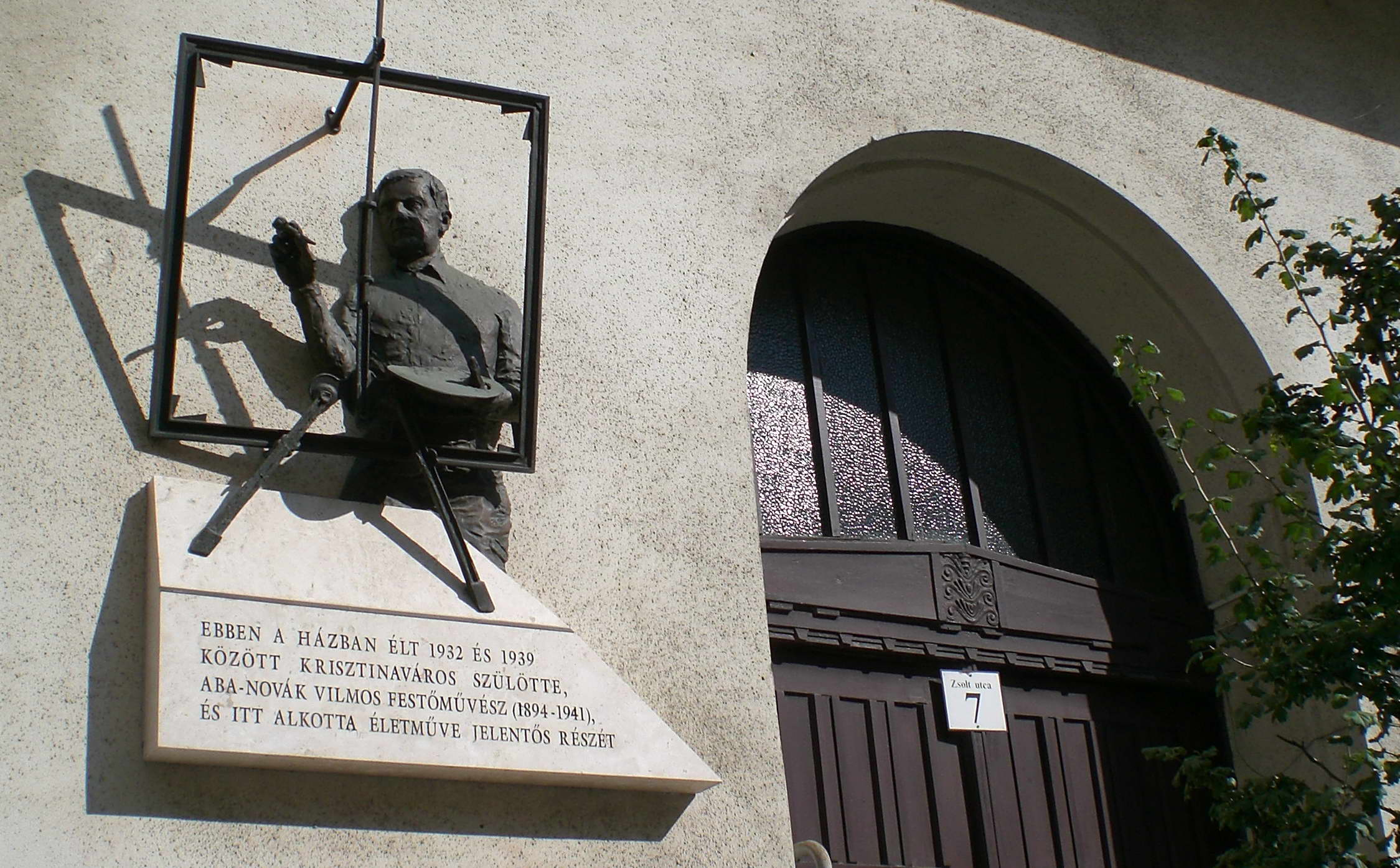
Aba Novák Vilmos Budapest, Zsolt utca 7

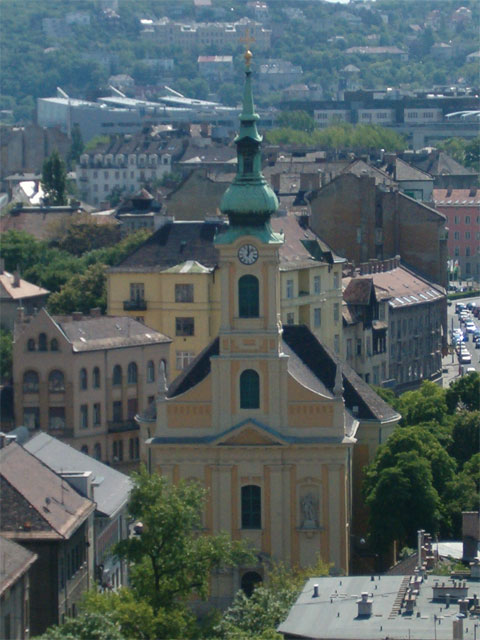
A Biserica din Krisztinaváros văzută din cetate

## Căi de transport
Artere principale:
- Attila út (Calea Attila)
- Krisztina körút (Bulevardul Cristina)

## Cultura
- cinematograful Tabán
- Biblioteca din Krisztinaváros